# Axcrypt
AxCrypt es una programa informático con licencia GNU que nos permite codificar archivos en el sistema operativo Windows, pudiendo protegerlos y ocultarlos mediante una clave.

## Características fundamentales
Permite codificar, comprimir, decodificar, ver y editar archivos mediante el uso del algoritmo AES-128 y SHA-1. Los archivos codificados poseen la extensión *.axx y se muestran con un icono diferente.

## Funcionamiento
Para abrir el archivo codificado, pulsar con el botón derecho del ratón sobre el mismo y elegir 'AxCrypt | Abrir', introducir la contraseña elegida y aceptar.
Para codificar un archivo con una contraseña de acceso, solo hay que pulsar con el botón derecho del ratón sobre el mismo y elegir 'AxCrypt | Codificar', introducir la contraseña elegida y aceptar.
Para retomar el archivo original sin codificar, pulsar con el botón derecho del ratón y elegir 'AxCrypt | Decodificar' introducir su contraseña y aceptar.
AxCrypt también permite realizar un borrado de archivos de forma segura. 
Sistemas operativos requeridos: Win95/98/NT/ME/2000/XP/7